# Orkaanseizoen van de Grote Oceaan 2007
Het orkaanseizoen van de Grote Oceaan 2007 begon op 15 mei 2007 en eindigde op 30 november 2007. Dit orkaanseizoen betreft twee verschillende gebieden en daarmee eigenlijk twee verschillende seizoenen. Oostelijk van de 140ste graad westerlengte begint het seizoen op 15 mei, in het gebied westelijk ervan tot aan de datumgrens begint het seizoen op 1 juni, net als de Atlantische orkaanseizoenen. Voor beide gebieden eindigt het seizoen op 30 november. Tropische depressies, die zich ten oosten van de 140ste graad westerlengte vormen, krijgen het achtervoegsel "-E" (East) achter hun nummer. Tropische depressies, die zich tussen de 140ste graad westerlengte en de datumgrens vormen, krijgen het achtervoegsel "-C" (Central). Als een tropische storm een naam krijgt uit het centrale gebied, staat achter de naam in het kopje '(C)' vermeld. Tot nog toe leverde het seizoen acht tropische depressies op, waarvan vijf tropische stormen, waarvaan er één aanwakkerde tot orkaan.

## Voorspelling
Op 22 mei publiceerde het NOAA de voorspelling voor het orkaanseizoen van het oostelijk deel van de Grote Oceaan 2007. Het bureau verwacht een beneden normaal tot net onder normaal seizoen met 12 tot 16 tropische stormen. Deze verwachting geldt ook voor het centrale deel van de Grote Oceaan. Daar zullen naar verwacht drie tropische cyclonen zich vormen, dan wel het bassin van de centrale Grote Oceaan binnentrekken vanuit belendende bassins.

## Cyclonen

### Tropische storm Alvin
Op 24 mei ontwikkelde zich een tropische onweersstoring zich op 885 km ten zuidwesten van Manzanillo, in de staat Colima. Het systeem lag min of meer stationair boven de Grote Oceaan. De stroming op grote hoogte was gunstig voor verdere ontwikkeling van het systeem, en op 26 mei bezat het een gesloten circulatie. Het systeem ontbrak echter nog voldoende convectie om te promoveren tot tropische cycloon. Op de avond van 26 mei namen de onweersbuien rond het systeem echter toe en, gelegen op 1020 km ten zuidwesten van Manzanillo promoveerde het om 3h00 UTC, 27 mei tot tropische depressie 1-E, de eerste van het seizoen. Aan haar noordflank lag een trog in de middelste en hogere lagen van de atmosfeer, dat een zwakke tot matige zuidwestelijke schering boven de tropische cycloon veroorzaakte. Aan haar westflank lag op grote hoogte een rug van hoge druk, die zich in de richting van tropische depressie 1-E uitbreidde. Deze factoren zorgden voor een zwakke stroming in westelijke richting. Deze factoren zouden de tropische depressie er niet van moeten weerhouden om zich gestaag verder te ontwikkelen, maar aan haar noordflank stroomde drogere, stabielere luchtmassa´s in haar circulatie en de convectie nam daardoor sterk af. Gedurende het volgende etmaal kon de tropische depressie zich met moeite handhaven, maar op 28 mei kwam de convectie terug en op 29 mei promoveerde tropische depressie 1-E tot tropische storm Alvin. Alvin trok verder langzaam westwaarts en bereikte windsnelheden tot 65 km/uur met windstoten tot 83 km/uur en een minimale druk van 1004 hPa. Alvin moest echter nog altijd de matige schering en de drogere, stabielere lucht aan zijn noordflank het hoofd blijven bieden. Op 30 mei verloor Alvin aan structuur en convectie en degradeerde tot tropische depressie Alvin. Daarna verdween de convectie helemaal en op 31 mei degenereerde Alvin tot resterend lagedrukgebied.

### Tropische storm Barbara
Op 28 mei ontwikkelde zich een lagedrukgebied boven het zuidwesten van de Golf van Tehuantepec uit een ongeorganiseerde storing, die daar de vorige dag was ontstaan. Aanvankelijk dreef het lagedrukgebied noordwaarts, maar stuitte op een hogedrukgebied boven Neder-Californië. Voor verdere ontwikkeling waren er gunstige omstandigheden; het warme zeewater van 30 °C en divergerende luchtstromingen op grote hoogte, die mede werden veroorzaakt door een trog van lage druk op grote hoogte boven de Golf van Mexico. Verder was er nauwelijks schering aanwezig, waardoor het lagedrukgebied zich op 29 mei tot tropische depressie 2-E ontwikkelde op ongeveer 380 km ten zuidoosten van Acapulco de Juárez. Zij nam snel in kracht toe en promoveerde op 30 mei tot tropische storm Barbara. Daarmee was Barbara de tweede tropische storm van de maand mei; alleen de seizoenen 1956 en 1984 kwamen ook twee tropische stormen in mei voor.
Na eerst langzaam zuidwaarts te hebben gedreven, wendde Barbara zich oostwaarts en verloor op 31 mei aan structuur en organisatie, doordat een trog van lage druk zich vanuit de intertropische convergentiezone zich noordwaarts uitstrekte en zo een oostelijke schering boven Barbara veroorzaakte. Deze trog bleef Barbara parten spelen en op 1 juni degradeerde Barbara tot tropische depressie. Twaalf uur later echter ontwikkelden zich opnieuw spiraalbanden in haar convectie en werd zij opnieuw gepromoveerd tot tropische storm. Nadat Barbara eerst oostwaarts had gekoerst, draaide ze bij naar het noordoosten richting de landengte van Tehuantepec, onder invloed een trog van lage druk boven het westen van de Golf van Mexico, die de latere tropische storm Barry ook op een noordelijke koers zou zetten. Op 2 juni landde Barbara met windsnelheden van 83 km/uur en windstoten tot 102 km/uur en een minimale druk van 1000 hPa nabij Tapachula, bij de grens tussen Mexico en Guatemala.
In Puerto Madero werden windstoten tot 57 km/uur waargenomen bij een luchtdruk van 1005 hPa. Boven de bergen van Chiapas verloor Barbara aan kracht en degradeerde enkele uren na haar landing tot tropische depressie. Barbara verdween snel daarna boven het bergachtige gebied boven Midden-Amerika.

### Tropische depressie 3-E

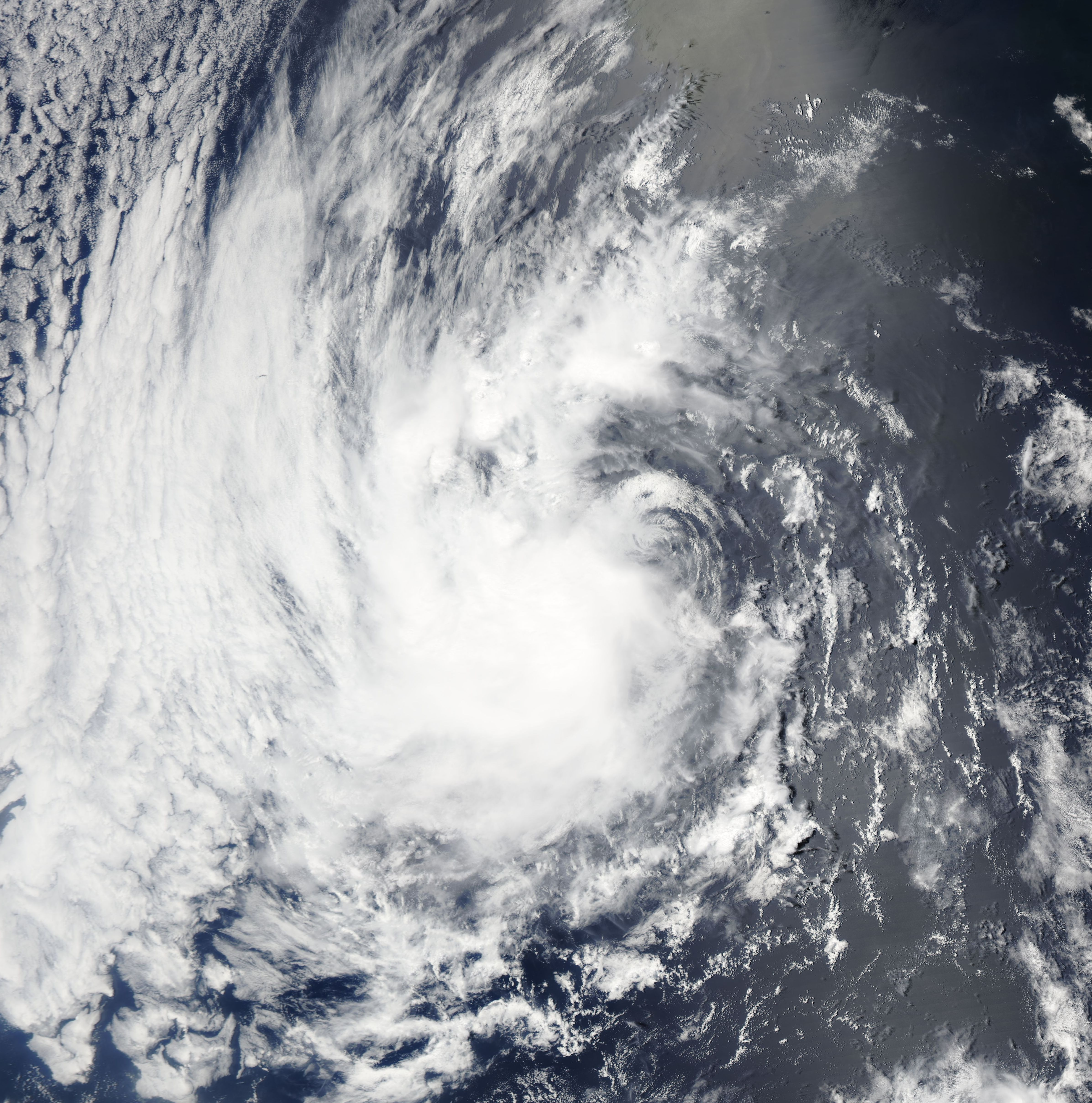
Tropische depressie 3-E voor de Mexicaanse zuidkust op 11 juni.

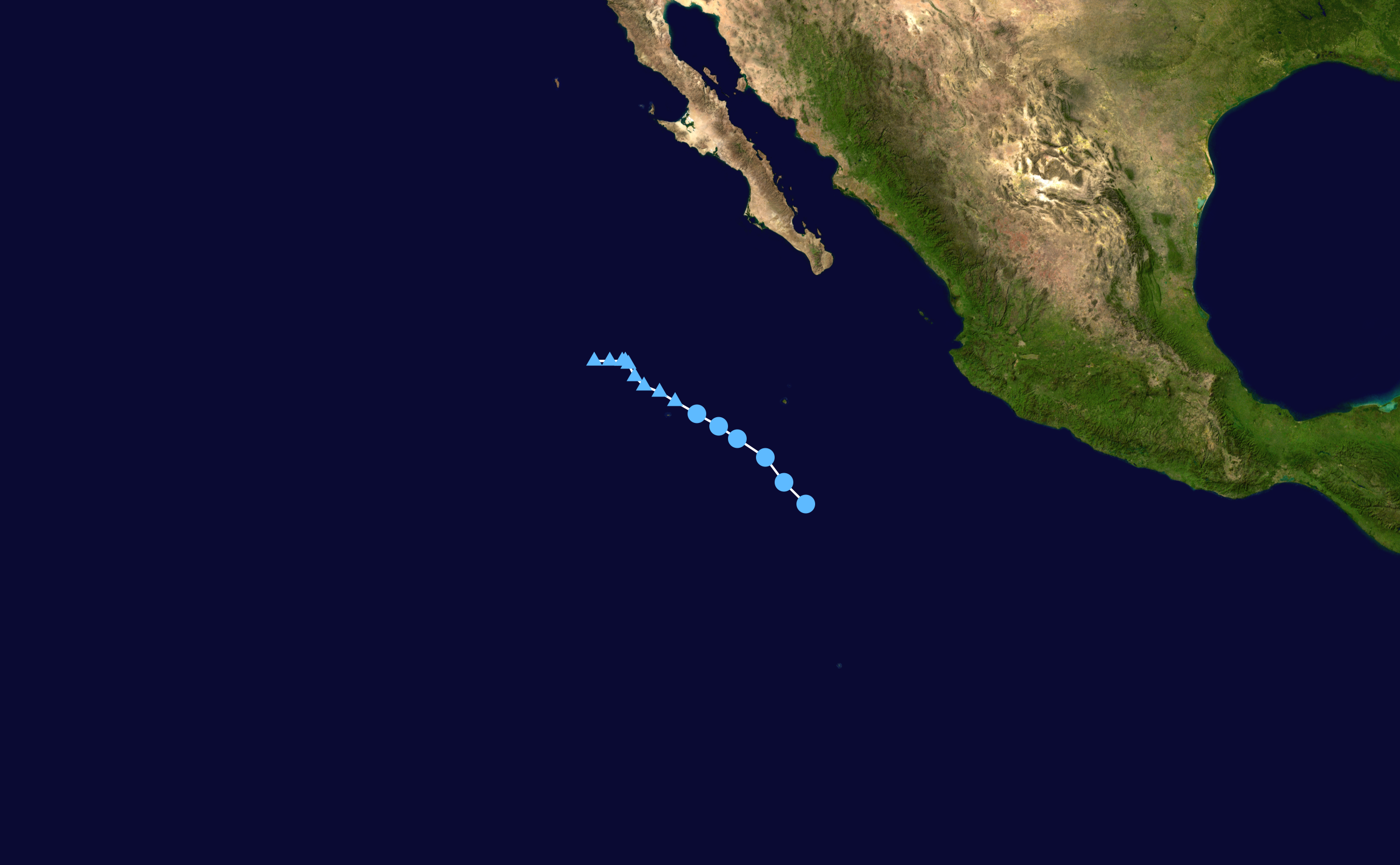
Koers van Tropische depressie 3-E.

Op 9 juni lag er een breed, ongeorganiseerd lagedrukgebied met matige buienactiviteit op enige honderden kilometers ten zuidwesten van Acapulco de Juárez. Aanvankelijk zag het er niet naar uit, dat het systeem enige kans maakte zich te ontwikkelen en hoewel het systeem het volgende etmaal weinig in organisatie veranderde, werden de omstandigheden voor cyclogenesis gedurende die periode aanzienlijk verbeterd. Op 11 juni ontwikkelde het systeem daardoor tot tropische depressie 3-E op ongeveer 750 km ten zuidzuidwesten van Manzanillo en bereikte windsnelheden van 56 km/uur bij een minimale druk van 1004 hPa. Verder westwaarts had zij te kampen met drogere stabielere luchtmassa's en koelere zeewatertemperaturen. Zij was dan ook geen lang leven beschoren en degradeerde op 13 juni, ontdaan van haar convectie tot resterend lagedrukgebied.

### Tropische depressie 4-E

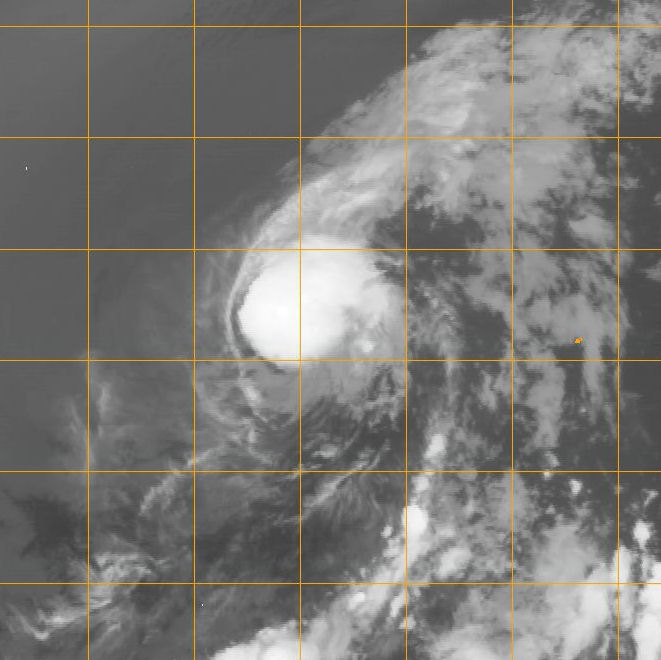
Tropische depressie 4-E op 10 juli, gepaard gaande met windsnelheden tot 56 km/uur en een minimale druk van 1006 hPa.

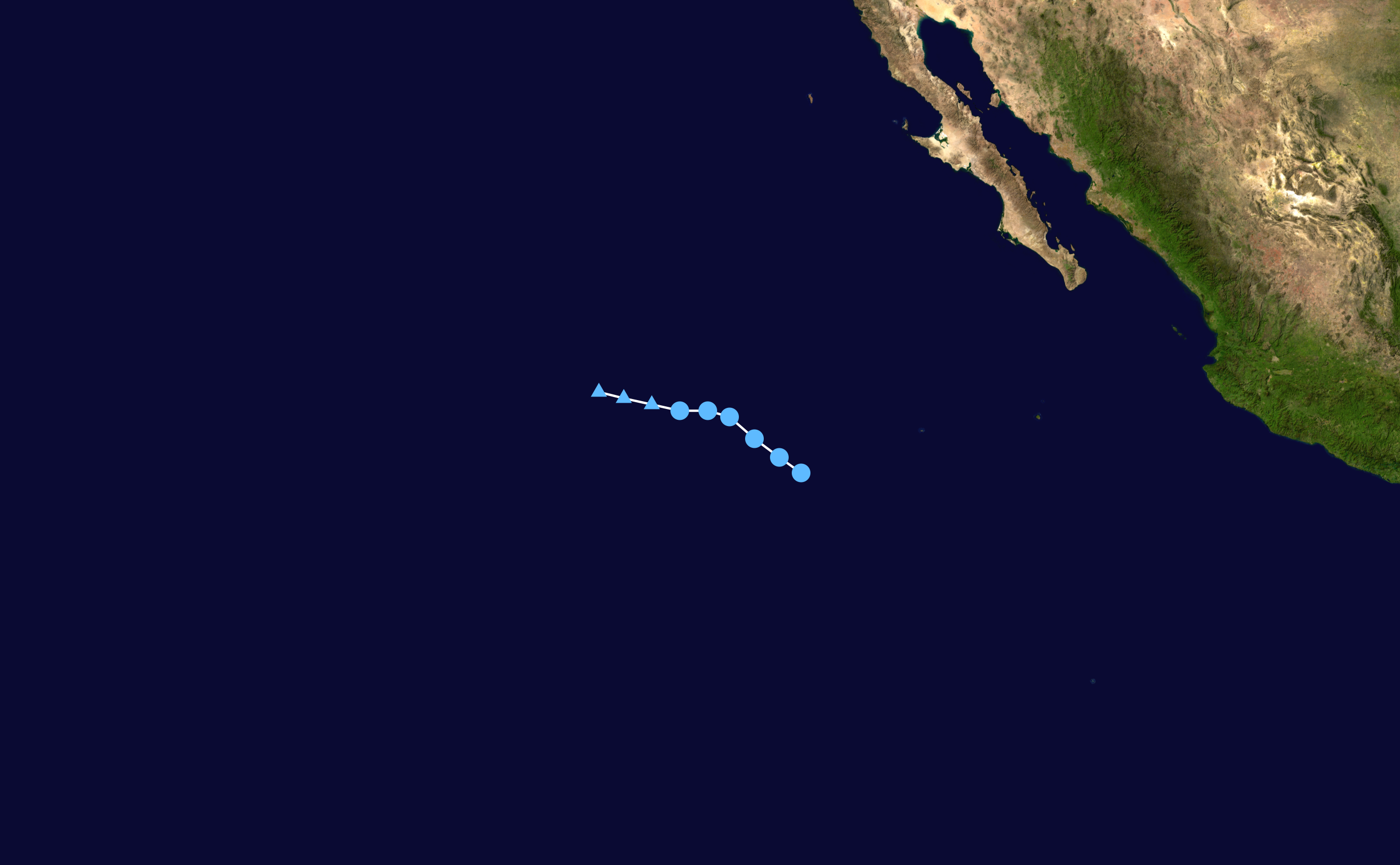
Koers tropische depressie 4-E.

Op 9 juli kwam een gebied met convectie op 1165 km ten zuidwesten van Manzanillo tot ontwikkeling. De convectie raakte strakker georganiseerd rond het centrum en begon bovendien een gesloten circulatie te vertonen, hoewel slecht georganiseerd. Net genoeg op het systeem op 9 juli te promoveren tot tropische depressie 4-E. Zij was op het moment dat zij de status van tropische cycloon bereikte, slecht georganiseerd en beter zou het ook niet worden. Net als tropische depressie 3-E, kreeg ook zij te maken met slechte omstandigheden; het zeewater was te koel en ook de luchtstromingen op grote hoogte waren niet divergent. Tropische depressie 4-E verloor haar convectie enkele uren nadien, maar deze fleurde de volgende dag op 10 juli weer op. Zij bereikte haar hoogtepunt met windsnelheden tot 56 km/uur bij een minimale druk van 1006 hPa, voordat haar convectie opnieuw in elkaar zakte en op 11 juli tot resterend lagedrukgebied degradeerde.

### Tropische depressie 5-E

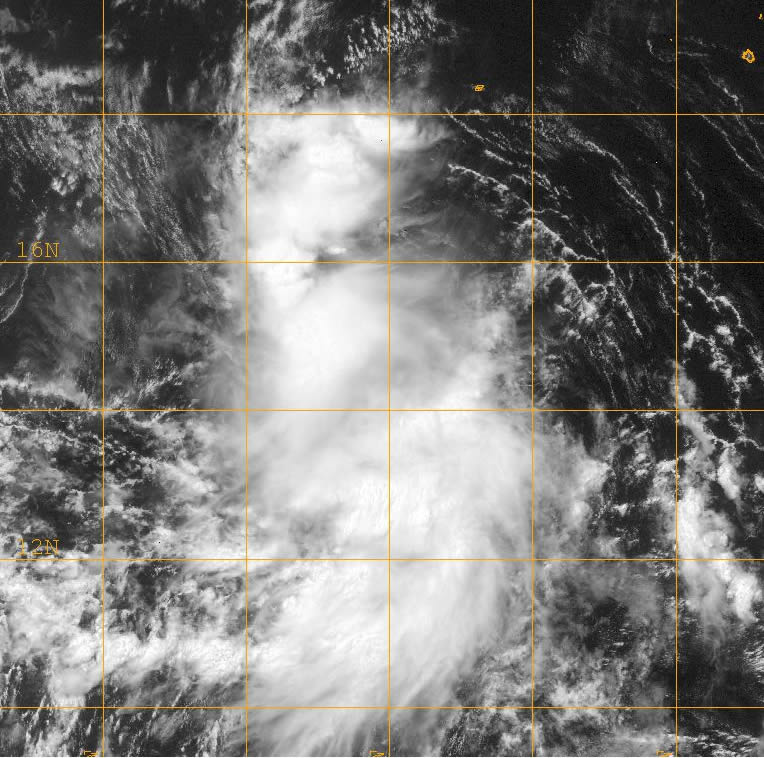
Tropische depressie 5-E op 14 juli.

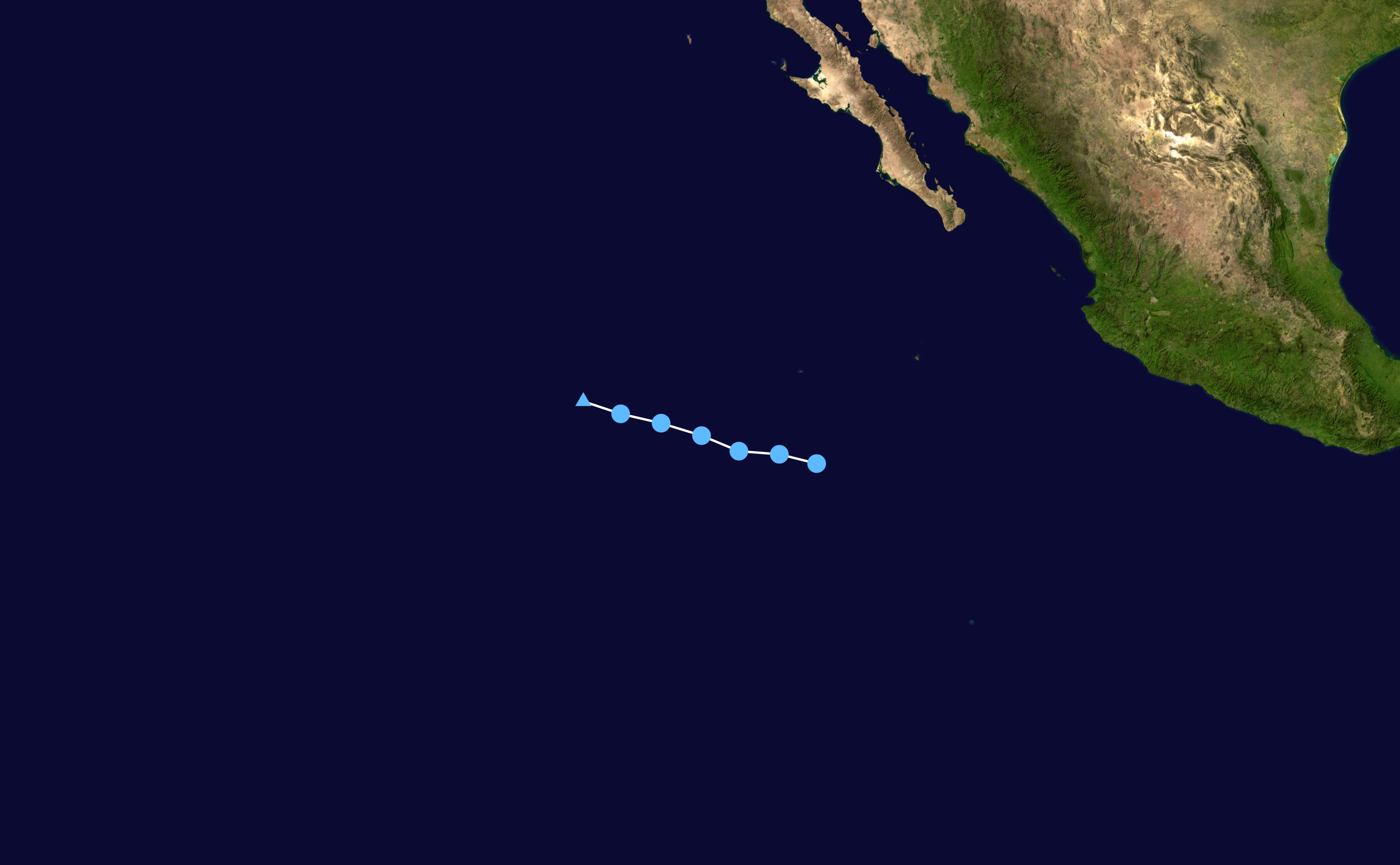
Traject van tropische depressie 5-E.

Op 11 juli, toen tropische depressie 4-E was gedegenereerd tot resterend lagedrukgebied, ontstond er een storing op ongeveer 565 km ten zuiden van Acapulco de Juárez. Aanvankelijk waren de omstandigheden niet gunstig voor verdere ontwikkeling, maar dat zou gaan veranderen. Op 12 juli begon de convectie zich te organiseren en het systeem zich langzaam te ontwikkelen. Op 14 juli werd het systeem op basis van de Dvoraktechniek gepromoveerd tot tropische depressie 5-E met windsnelheden tot 56 km/uur en een minimale druk van 1006 hPa. Zij trok vervolgens naar het westnoordwesten en geraakte boven koeler zeewater en had bovendien te kampen met de uitstoot van – op dat moment – tropische storm Cosme. Daardoor verloor ook tropische depressie 5-E haar convectie en degenereerde haar organisatie. Op 15 juli verviel zij tot resterend lagedrukgebied.

### Orkaan Cosme

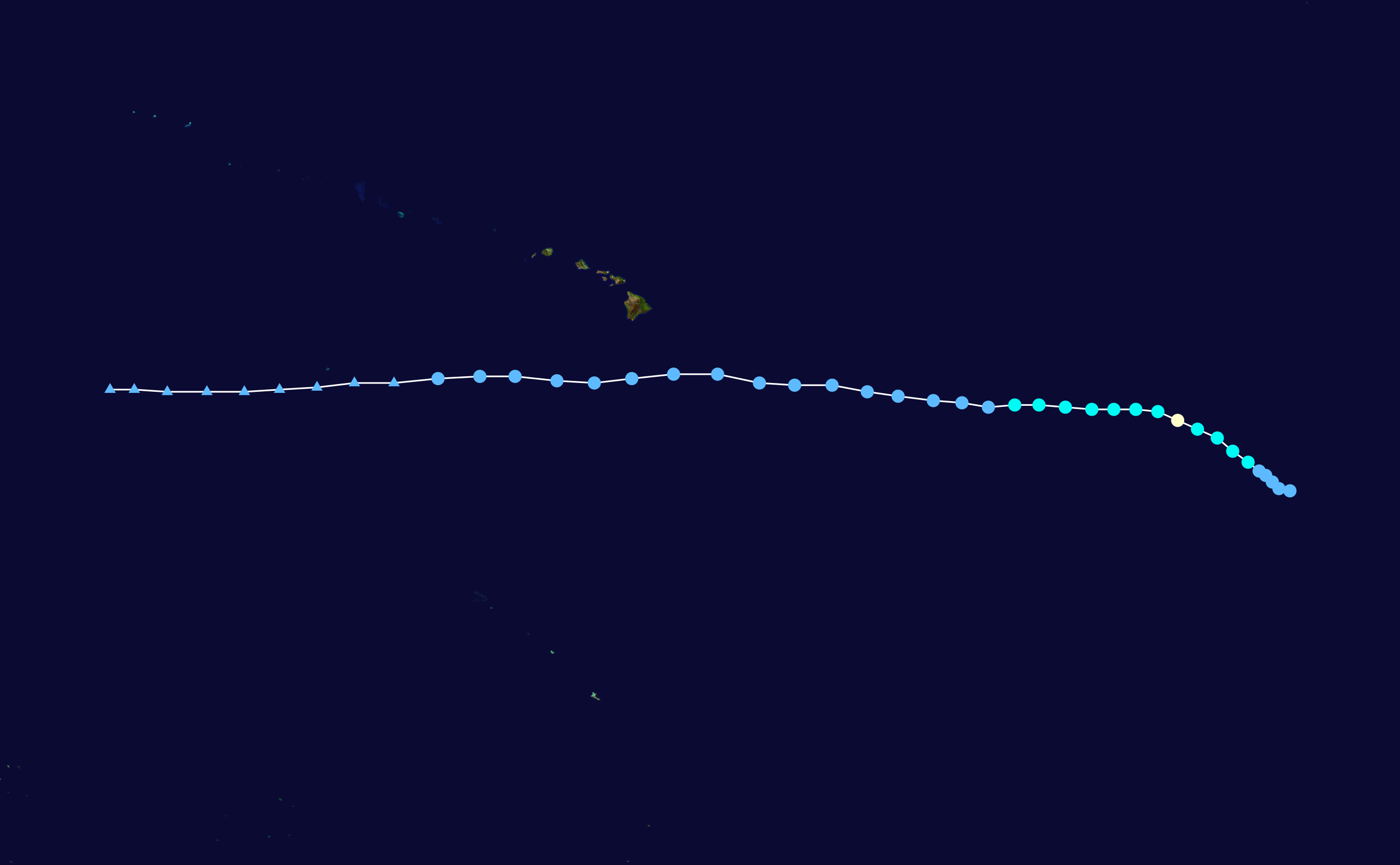
Cosmes koers over de Stille Oceaan.

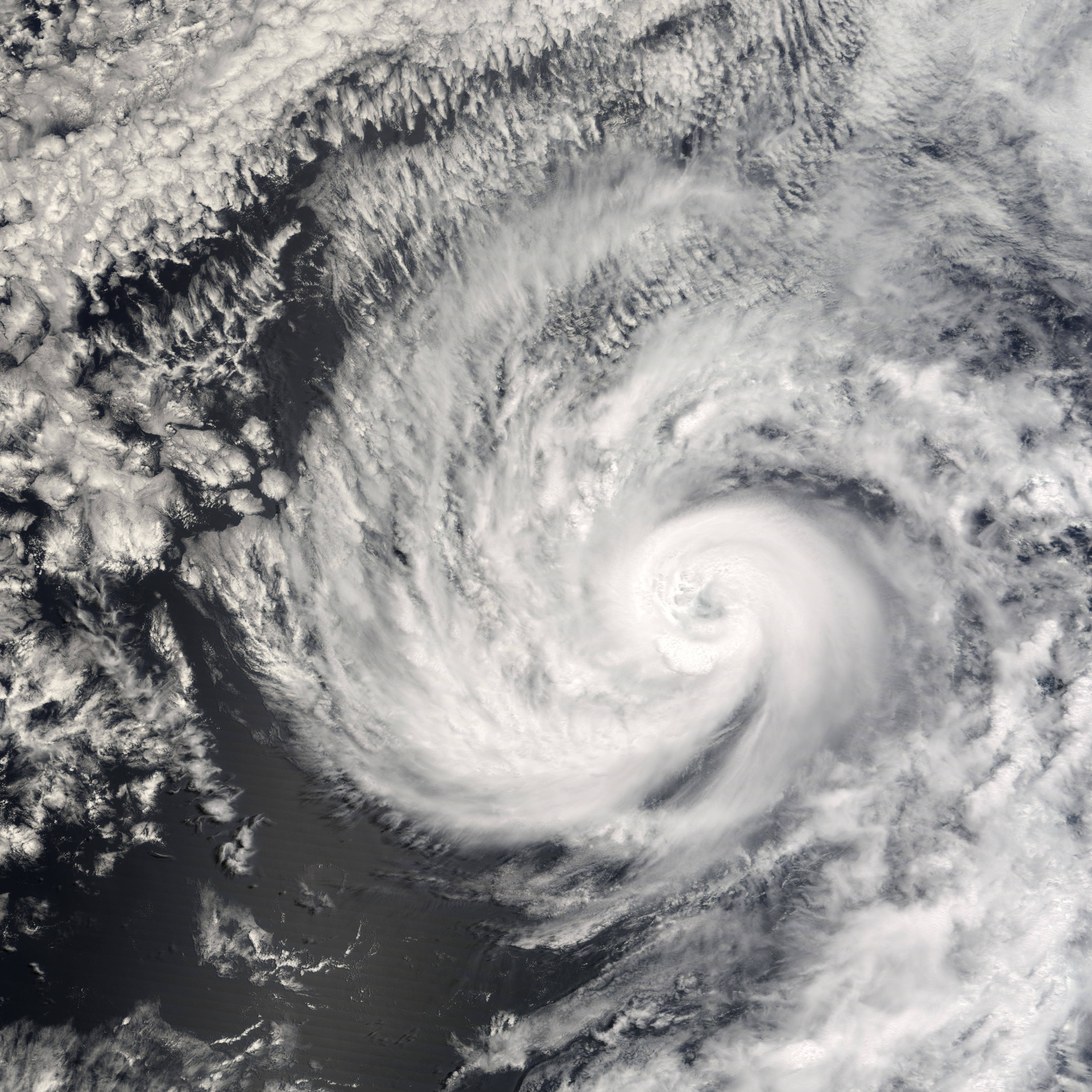
Orkaan Cosme op haar hoogtepunt op 16 juli met windsnelheden tot 120 km/uur en een minimale druk van 987 hPa.

Enkele uren nadat tropische depressie 5-E was geboren, vertoonde een storing op de Grote Oceaan, halverwege Mexico en Hawaï een gesloten circulatie en daardoor promoveerde het op 14 juli tot tropische depressie 6-E. Tropische depressie 6-E volgde een over het algemeen westelijke koers en werd de volgende dag op basis van de analyse volgens de Dvoraktechniek gepromoveerd tot tropische storm Cosme. Op 16 juli promoveerde Cosme tot de eerste orkaan van het seizoen, maar dit was van korte duur, omdat Cosme snel boven koeler zeewater geraakte. Cosme degradeerde na enkele uren tot tropische storm en verzwakte snel. Toch kwam haar diepe convectie tijdelijk terug, zodat Cosme zich nog voor meer dan een etmaal wist te handhaven als minimale tropische storm. Op 18 juli degradeerde Cosme tot tropische depressie, ongeveer op hetzelfde moment, dat zij de 140ste meridiaan westerlengte overschreed en daarmee het bassin van de Centrale Grote Oceaan binnenliep. Op 21 juli passeerde Cosme op 295 km ten zuiden van het eiland Hawaï, waar haar passage gepaard ging met windstoten tot 65 km/uur en zware regenval. De volgende dag loste Cosme op ten zuidwesten van Hawaï. Op haar hoogtepunt op 16 juli ging Cosme gepaard met windsnelheden tot 120 km/uur en een minimale druk van 987 hPa.

### Tropische storm Dalila
Op 20 juli ontstond er een storing op honderden kilometers van de Golf van Tehuantepec, die aanvankelijk westwaarts trok. De storing kwam langzaam tot ontwikkeling en promoveerde op 22 juli tot tropische depressie 7-E. Tropische depressie 7-E draaide naar het noordwesten bij en haar convectie begon, ondanks de matige schering boven het systeem op te vlammen, zodat zij op 23 juli promoveerde tot tropische storm Dalila. Dalila won verder aan kracht, bereikte op 25 juli haar hoogtepunt met windsnelheden tot 92 km/uur en een minimale druk van 995 hPa, waarna zij meer naar het westnoordwesten bijdraaide en boven koeler zeewater weer in kracht afnam. Op 27 juli degradeerde Dalila tot tropische depressie, die enkele uren later al degenereerde tot resterend lagedrukgebied.

### Tropische storm Erick
Op 28 juli ontwikkelde zich een storing op 1530 km ten zuiden van het zuidelijkste puntje van Baja California Sur, die ook verder westwaarts trok. Op 31 juli begon de storing diepe convectie te ontwikkelen en enkele uren later promoveerde de storing tot tropische depressie 8-E op 1715 km ten zuidwesten van het zuidelijkste puntje van Baja California Sur. Enkele uren later op 1 augustus promoveerde de depressie tot tropische storm Erick, maar de toenemende schering belemmerde verdere ontwikkeling. Erick degradeerde op 2 augustus tot tropische depressie en dezelfde dag degenereerde Erick tot een tropische golf. Erick was een minimale tropische storm met op zijn hoogtepunt windsnelheden tot 65 km/uur en een minimale druk van 1004 hPa.

### Orkaan Flossie, 9-E
Op 2 augustus verscheen er op 970 km ten zuidzuidoosten van Acapulco de Juárez een storing, die westnoordwestwaarts trok. Aanvankelijk leek niets een snelle ontwikkeling in de weg te staan, maar de volgende dag begon de storing te interageren met de intertropische convergentiezone, waardoor de storing verhinderd werd zich tot tropische cycloon te ontwikkelen. Op 4 augustus wist de storing zich aan de intertropische convergentiezone te ontworstelen, om weer in organisatie toe te nemen, maar dit ook dit was tijdelijk, want op 5 augustus nam haar diep convectie aanmerkelijk af. De storing werd opgenomen door een klein lagedrukgebied, waardoor op 6 augustus het systeem opnieuw aan organisatie en convectie begon toe te nemen. Ondanks de matige omstandigheden in de atmosfeer promoveerde het systeem op 8 augustus op 2025 ten westzuidwesten van het zuidelijkste puntje van Baja California Sur tot tropische depressie 9-E. Tropische depressie 9-E bezat twee gehavende spiraalbanden en werd door een rug van hoge druk aan haar noordflank op een meer westelijke koers gezet. Op 9 augustus (maar volgens lokale tijd nog dezelfde dag) promoveerde tropische depressie 9-E tot tropische storm Flossie. Toen werden de atmosferische omstandigheden steeds beter, waardoor haar uitstoot over de gehele radius van de cycloon aanzienlijk verbeterde. Hierdoor promoveerde Flossie op 10 augustus tot orkaan, waarna Flossie snel verder in kracht toenam. Op 11 augustus wakkerde Flossie aan tot een majeure orkaan en bereikte enkele uren later de vierde categorie. Flossie bereikte haar hoogtepunt met windsnelheden tot 220 km/uur, windstoten tot 259 km/uur en een minimale druk van 946 hPa, vlak nadat zij de 140ste meridiaan westerlengte overschreden had en daarmee het bassin van de centrale Grote Oceaan binnengelopen was. Flossie zette koers richting Hawaï en de atmosferische omstandigheden verslechterden. Op 12 augustus stak er een aanwakkerende schering op boven de cycloon en haar uitstoot begon te verminderen. Hoewel Flossie deze omstandigheden aanvankelijk wist te weerstaan, begon te temperatuur op grote hoogte in haar diepe convectie toe te nemen en begon zij op 13 augustus te verzwakken. Op 14 augustus nam de schering toe tot 45 km/uur en begon Flossies structuur, inclusief haar oogrokken aan stukken te scheuren. Flossie degradeerde op 16 augustus tot tropische storm en nam snel verder in kracht af. Nog dezelfde dag degradeerde zij tot tropische depressie, die snel oploste. Aanvankelijk leek het erop dat Flossie dicht langs Hawaï zou trekken. Waarschuwingen werden uitgevaardigd en bepaalde stranden werden afgezet. Toch waren de gevolgen beperkt; alleen het zuidelijkste punt van Hawaï werd getroffen door winden van minimale tropische-stormkracht en ook werd er een verhoogde branding waargenomen met golven tot 6 meter hoog.

### Tropische storm Gil
Op 29 augustus ontstond tropische depressie 10-E uit een storing op de Grote Oceaan ten westen van Manzanillo in de staat Colima. Nog dezelfde dag wakkerde tropische depressie 10-E aan tot tropische storm Gil. Op 30 en 31 augustus beleefde Gil zijn hoogtepunt met windsnelheden tot 74 km/uur, windstoten tot 92 km/uur en een minimale druk van 994 hPa. Daarna nam de schering toe en Gil verzwakte op 1 september tot tropische depressie. Gil geraakte bovendien boven koeler zeewater, waardoor Gil op 2 september oploste. Gil eiste het leven van een 14-jarige jongen die in een van de buiten zijn oevers getreden rivieren van de stad Culiacán in Sinaloa verdronk.

### Orkaan Henriette

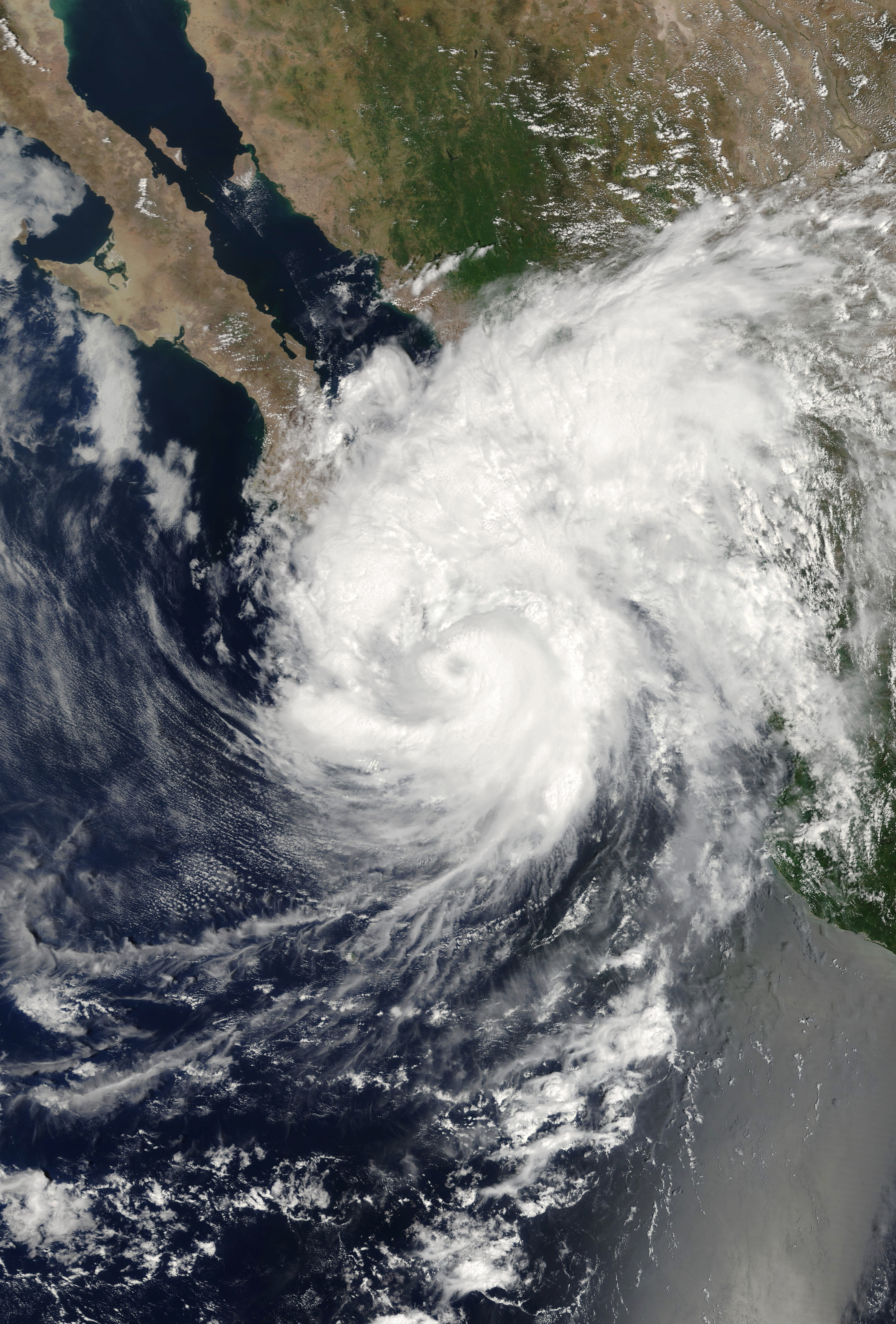
Orkaan Henriette op 4 september boven Baja California Sur.

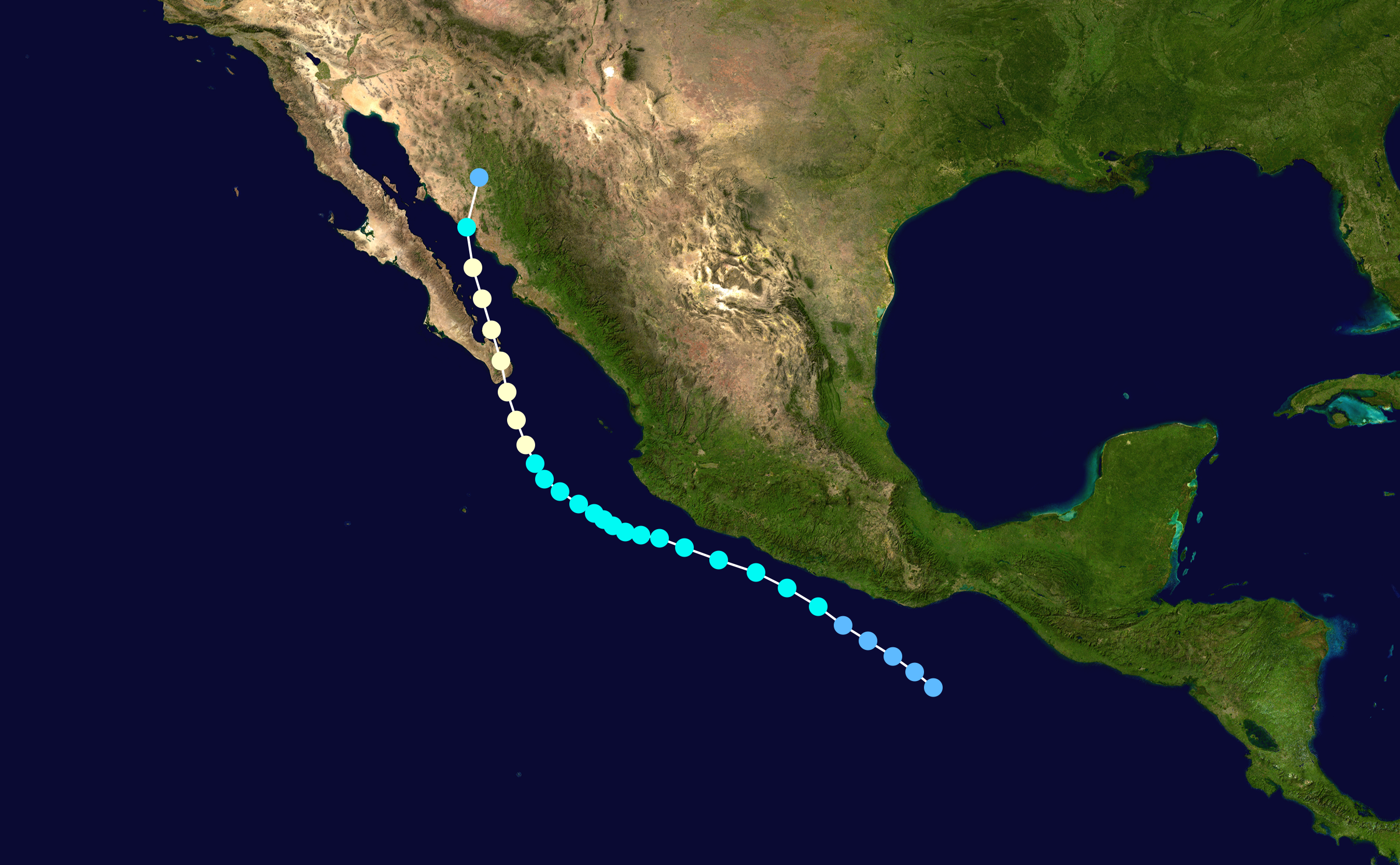
Henriettes koers.

Op 30 augustus ontstond tropische depressie 11-E uit een storing op ongeveer 400 km ten zuidoosten van Acapulco de Juárez. De tropische cycloon had te kampen met schering uit het oosten, die de convectie ten westen van haar centrum blies en ook de nabijheid van het Mexicaanse vasteland. Hierdoor werd tropische depressie 11-E belemmerd in haar ontwikkeling, maar het weerhield haar er niet van toch langzaam maar gestaag in organisatie en kracht toe te nemen. Tropische depressie 11-E trok westnoordwestwaarts aan de zuidoostflank van een hogedrukgebied boven het zuidwesten van de Verenigde Staten, waardoor zij parallel aan de Mexicaanse kust trok en slechts een klein gedeelte van de circulatie aan de noordflank van de cycloon interageerde met het vasteland. Op 31 augustus promoveerde tropische depressie 11-E tot tropische storm Henriette. Aanvankelijk bleef Henriette een zwakke tropische storm, maar op 1 september nam de oostelijke schering af en bewoog Henriette zich van de kust af, zodat haar circulatie geen hinder meer ondervond van het vasteland. Henriette nam langzaam verder in kracht en organisatie toe. Op 2 september, toen Henriette een zware tropische storm was, net onder orkaankracht, begon zij een meer noordwestelijke koers te varen, onder invloed van een front ten noordwesten van haar, dat naar het oosten trok en zo het hogedrukgebied aan haar noordoostflank begon te eroderen. Henriette zette koers naar Baja California Sur en promoveerde op 4 september tot orkaan. Henriette landde enkele uren later nabij San José del Cabo, het zuidelijkste puntje van het Neder-Californisch schiereiland. Zes uur later bereikte Henriette de Golf van Californië, nog steeds op orkaansterkte. Op 6 september landde Henriette andermaal nabij Guaymas in Sonora, waarna zij dezelfde dag nog degenereerde tot resterend lagedrukgebied. Twee vissers verdronken voor de Californische kust en in Baja California Sur werden 300 mensen geëvacueerd. In Acapulco de Juárez veroorzaakte Henriette modderstromen, die zes mensen het leven kostten.

### Orkaan Ivo
Op 18 september ontstond tropische depressie 12-E uit een tropische storing op 1080 km ten zuidzuidoosten van het zuidelijkste puntje van Neder-Californië. Tropische depressie 12-E trok westnoordwestwaarts aan de zuidflank van een rug van hoge druk in de middelste lagen van de atmosfeer, die zich van Noord-Mexico westwaarts uitbreidde tot over de Grote Oceaan en zwol dezelfde dag nog aan tot tropische storm Ivo. Op 19 september zwol de storm aan tot een orkaan van categorie 1. Later zwakte de orkaan weer af tot stormkracht en op 23 september ging de storm verder als tropische depressie.

### Tropische depressie 13-E
Op 19 september organiseerde zich op 2015 km ten zuidwesten van San José del Cabo tropische depressie 13-E uit een storing. Tropische depressie 13-E werd westwaarts gestuurd door hetzelfde hogedrukrug, die Ivo's koers beïnvloedde. Tropische depressie 13-E bevond zich echter in ongunstige omstandigheden met zuidwestelijke schering en koeler zeewater voor de boeg.

## Accumulated Cyclone Energy (ACE)
| 1                    | 5,30 (17.6) | Flossie   | 7  | 1,98  | Barbara  |
| 2                    | 7,84        | Henriette | 8  | 1,42  | Juliette |
| 3                    | 5,81        | Ivo       | 9  | 1,18  | Gil      |
| 4                    | 4,32        | Kiko      | 10 | 0,613 | Alvin    |
| 5                    | 2,77        | Cosme     | 11 | 0,49  | Erick    |
| 6                    | 2.40        | Dalila    |    |       |          |
| Totaal : 34,2 (17,6) |             |           |    |       |          |

Accumulated Cyclone Energy, oftewel ACE is een criterium om de activiteit van tropische cyclonen te kwantificeren. Bij iedere waarschuwing, c.q. bespreking van een tropische cycloon met de intensiteit van tropische storm of hoger wordt de windsnelheid in knopen gebruikt voor het bereken van deze waarde. Alle waardes van alle besprekingen gedurende de levensduur van een tropische cycloon worden bij elkaar opgeteld, zodat een totale waarde voor die tropische cycloon kan worden bepaald. Levensduur en intensiteit bepalen dus dit getal; een cycloon met een hoge intensiteit en een lange levensduur krijgt dus een (zeer) hoge waarde. Als nogmaals alle waardes van alle cyclonen aan het eind van het seizoen worden opgeteld, heeft men een maat van de totale activiteit van het seizoen. In de tabel zijn de waardes per tropische cycloon gerangschikt van hoog naar laag. Waarden tussen haakjes () hebben betrekking op het bassin van de Centrale Grote Oceaan, de waardes zonder haakjes gelden voor het oostelijk deel van de Grote Oceaan. (Bijgewerkt tot 15h00, 3 september)

## Namen
De lijst met namen voor het seizoen 2007 is dezelfde als voor het seizoen 2001 met uitzondering van Alvin, die in de plaats is gekomen van Adolph; die naam is geschrapt, omdat hij te zeer met Adolf Hitler werd geassocieerd. Indien een tropische storm ontstaat ten westen van de 140ste graad westerlengte, wordt deze benoemd volgens een van de vier aparte, doorlopende lijst met namen, die niet door de kalender onderbroken wordt, dat wil zeggen men gaat in een nieuw seizoen verder met de naam, waar men bij het vorige seizoen gebleven was. Als dit zich voordoet, zal de storm apart worden vermeld. De eerste naam, die voor het midden van de Grote Oceaan aan de beurt is (tussen 140°WL en de datumgrens) is Kika. De laatste tropische storm, die voor dit seizoen een naam uit dat gebied meekreeg, dateert van 2006. Eventuele namen, die geschrapt zullen worden, worden in de loop van het voorjaar van 2008 bekend (maart/april). De volgende naam, die in het bassin van de oostelijke Grote Oceaan aan de beurt is, is Juliette.

### Namenlijst oostelijk deel van de Grote Oceaan
| - Alvin - Barbara - Cosme - Dalila - Erick - Flossie - Gil - Henriette | - Ivo - Juliette - Kiko - Lorena (niet gebruikt) - Manuel (niet gebruikt) - Narda (niet gebruikt) - Octave (niet gebruikt) - Priscilla (niet gebruikt) | - Raymond (niet gebruikt) - Sonia (niet gebruikt) - Tico (niet gebruikt) - Velma (niet gebruikt) - Wallis (niet gebruikt) - Xina (niet gebruikt) - York (niet gebruikt) - Zelda (niet gebruikt) |

### Namenlijst centraal deel van de Grote Oceaan
Er zijn vier lijsten met ieder twaalf namen. Men neemt altijd de volgende naam op de lijst en een nieuwe lijst wordt pas aangesproken als de vorige helemaal is gebruikt, dit in tegenstelling tot de lijsten van het oostelijk deel of van de Atlantische orkaanseizoenen, waar de kalender bepaalt of een nieuwe lijst wordt aangesproken. Na de laatste naam op de vierde lijst, gaat men terug naar de eerste naam op de eerste lijst. Hier is alleen lijst I weergegeven.
- Alika (gebruikt in 2002)
- Ele (gebruikt in 2002)
- Huko (gebruikt in 2002)

- Ioke (gebruikt in 2006)
- Kika (eerst volgende)
- Lana (niet gebruikt)

- Maka (niet gebruikt)
- Neki (niet gebruikt)
- Oleka (niet gebruikt)

- Peni (niet gebruikt)
- Ulia (niet gebruikt)
- Wali (niet gebruikt)

## Voetnoten
1. ↑  Climate Prediction Center, NOAA, Background Information: East Pacific Hurricane Season. National Oceanic and Atmospheric Administration (2006-05-22). Geraadpleegd op 22 mei 2007.